# Ljurs församling
Ljurs församling var en församling i Skara stift och i Vårgårda kommun. Församlingen uppgick 2006 i Nårunga församling.

## Administrativ historik
Församlingen har medeltida ursprung. 
Församlingen var till 2002 annexförsamling i pastoratet Nårunga, Skogsbygden, Ljur, Ornunga, Kvinnestad och Asklanda. Mellan 2002 och 2006 ingick församlingen i Vårgårda pastorat för att 2006 uppgå i Nårunga församling.

## Kyrkor
Som församlingskyrka används sedan 1851 Nårunga kyrka i Nårunga församling. I samband med att Ljur erhöll gemensam kyrka med Nårunga revs Ljurs tidigare gamla träkyrka.

### Ljurs kyrka
Ljurs träkyrka revs 1851. Den var byggd av ektimmer som återanvändes för att uppföra ett bostadshus. Kyrktaket var bemålat och det fanns en klockstapel med årtalet 1687. Den gamla kyrkogården finns kvar och där har man rest en minnessten över kyrkan och sommaren 1984 uppfördes en klockstapel strax söder om kyrkogrunden som är 15 x 10 meter. Den medeltida dopfunt som tillhört kyrkan finns nu i Ornunga kyrka. I Nårunga kyrka finns en kalvariegrupp med årtalet 1710 som kan härstamma från Ljurs kyrka.